# Кваме Браун

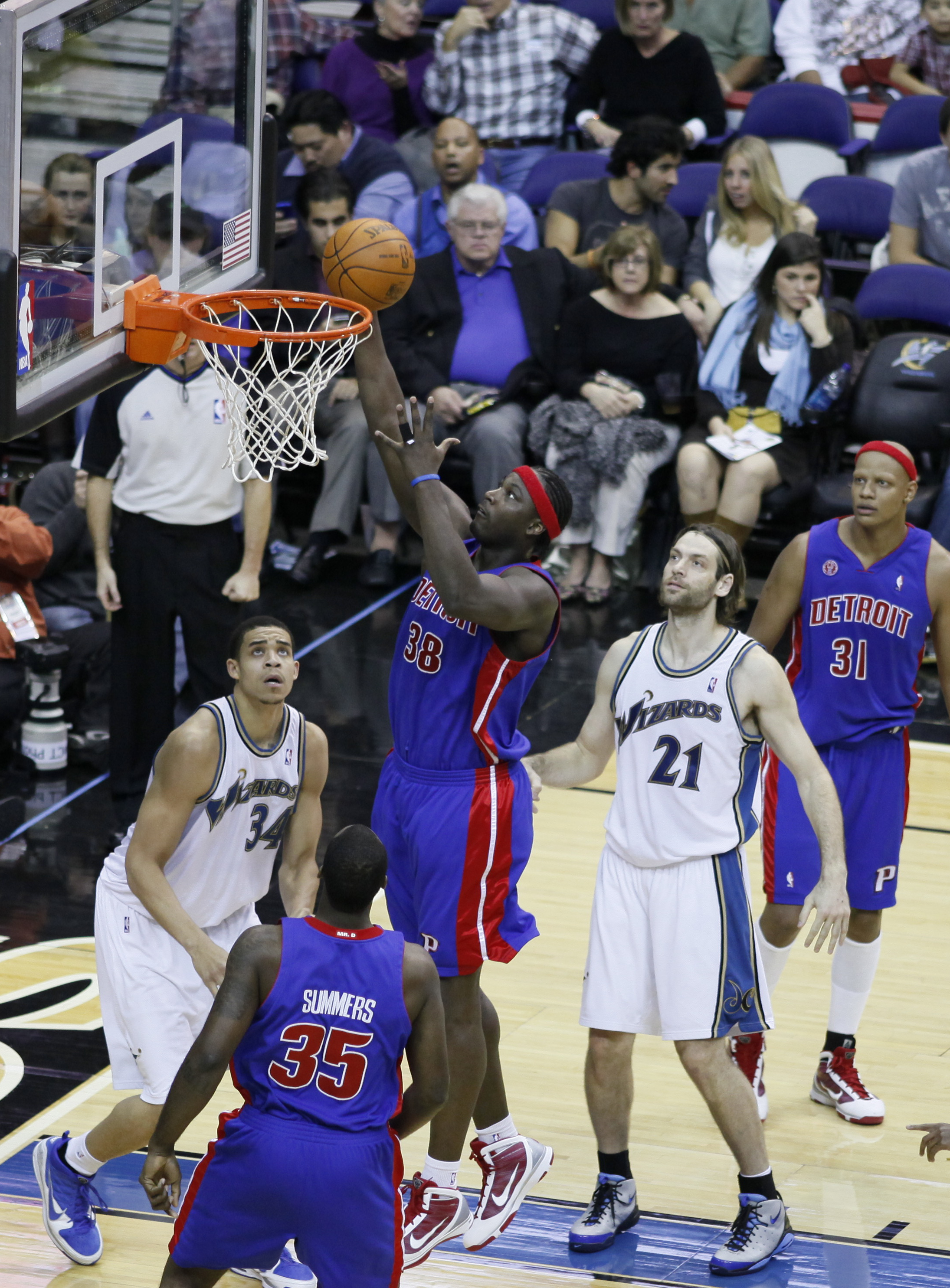
Кваме Браун

Кваме Джеймс Браун (англ. Kwame James Brown; *10 березня 1982 року) — колишній американський професійний баскетболіст. Грав на позиції центрового. Був обраний на драфті НБА 2001 під першим номером командою Washington Wizards. Останнім клубом Брауна була Philadelphia 76ers, також виступав за команди Los Angeles Lakers, Memphis Grizzlies, Detroit Pistons, Charlotte Bobcats, Golden State Warriors, and Philadelphia 76ers.

## Вища школа
Браун постійно оцінювався як "найкращий гравець середньої школи" у своєму класі, який також включав середні школи Едді Керрі та Тайсон Чандлер. Він був гравцем року середньої школи як старший у Грузії.
Браун закінчив свою середню шкільну кар'єру в Історичній академії Глінн (у Брансвіку, штат Джорджія) як провідний відгук школи (1235) та блокатор (605), а також зайняв друге місце за весь час як бомбардир (1539 очок) . Він був названий всеамериканською командою Макдональдса 2001 року.
Старші середні показники Брауна склали 20,1 очка, 13,3 підбирання, 5,8 блоків, 3 передачі та 2 крадіжки за гру. Поки Браун був старшим, Академія Глінн створила рекорд 24–7 і досягла півфіналу GHSA.

## Професійна кар’єра

### Washington Wizards (2001–2005)
Спочатку підписавши лист про наміри зіграти в університеті Флориди, пізніше він заявив про проект НБА 2001 року. У Вашингтоні Чарівники під президентом команди Майкл Джордан використали свій перший загальний вибір. Після тренувань з попереднім проектом з Wizards, повідомлялося, що Браун сказав тодішньому тренеру-чарівникам Дугу Коллінзу: "Якщо ви підготуєте мене, ви ніколи не пошкодуєте".
Можливо, в результаті галасу та високих очікувань сезон новобранців Брауна був омрачений відсутністю зрілості та виробництва на корті. У своєму першому році Браун в середньому становив 4,5 очки та 3,5 підбирання за гру.
Однак чарівники вірили в потенціал Брауна. У своєму другому сезоні як професіонал, Браун побачив більше дій у лізі. Він розпочав 20 з 80 ігор, які він грав, і загальні хвилини, які він грав удвічі.
Браун покращив свої цифри, розміщуючи середні показники 7,4 очка та 5,3 підбирання за гру. У своєму третьому сезоні Браун продовжував вдосконалюватися, розміщуючи максимумів у кар'єрі в обох пунктах (10,9) та підйомів (7,4). У грі проти королів Сакраменто він зареєстрував 30 очок та 19 підйомів.
Після своїх перших трьох років у Вашингтоні Браун відхилив п'ятирічну контрактну пропозицію на 30 мільйонів доларів, вибравши замість цього перевірити ринок вільних агентів, коли його контракт закінчився після сезону. У своєму четвертому сезоні Браун був обмежений 42 іграми через травми. Його найвища гра в сезоні становила 19 очок, порівняно з висотою сезону 30 років раніше, і він в середньому становив 7,0 очок за гру. В кінці сезону критика зросла; Він воював з Гілбертом Аренасом, іншими товаришами по команді та його тренером Едді Джорданом.

### Los Angeles Lakers (2005–2008)
2 серпня 2005 року Браун та Ларон прибуток торгувались Лейкерам в обмін на Карон Батлера та Чаккі Аткінса. Цей крок зустрівся з певною суперечкою від шанувальників, які не любили репутацію Брауна та його лейбл як "недостатнього". На початку сезону він в середньому склав трохи вище 6 очок і 6 підбирань.
26 грудня 2005 року він зіграв свою першу гру в Центрі MCI Wizards Wishers (тепер відомий як Capital One Arena) як Лейкер. Розпроданий натовп з 20173 шанувальників голосно вибухнув його після входу в гру і кожного разу, коли він торкнувся м'яча. У другій чверті Браун дивився на інше, коли товариш по команді Саша Вуячич кинув прохід. М'яч відскочив від його голови і приземлився за межі, яку зустріли гучні ура з натовпу. Браун назвав прийом "слабким" і заявив, що "вони повинні підбадьорити, що я пішов". Чарівники виграли гру 94–91.
Коли 12 березня 2006 року Браун взяв на себе стартовий центр. Під час свого перебування в центрі він підняв середні показники з 6,1 очка та 6,3 підбирання до 12,3 очка та 9,1 підбирань і розпочав кожну гру для Лейкерс у плей -оф. Браун став центральною частиною серії "Лейкерс" семи ігор з "Фенікс Сонс". Хоча вони закінчили програти серію, виявилося, що потенціал Кваме Брауна починає проявлятися.
Дивовижна послідовність Браун показала під час гри в центрі, спонукала Філа Джексона зробити Брауна стартовим центром у сезоні 2006–07. Браун отримав травму на початку сезону, і MIHM також отримав травму протягом усього сезону, тому стартова робота в центрі була надана молодому Ендрю Байнуму. Зіграючи більшість хвилин у центрі, незважаючи на роль на лавці, йому було надано стартову роботу на початку грудня.
Браун знову отримав травму в сезоні 2007–08, який дозволив Байнуму знову почати в центральному положенні, де він процвітав. Однак, коли Байнум отримав травму коліна, яка, здавалося, поставила під загрозу шансів плей-офф Лейкерс, Браун повернув своє вихідне положення.

### Memphis Grizzlies (2008)
1 лютого 2008 року Браун торгувався разом з Джаварісом Кріттентоном, Аароном Маккі, проектами прав на Марка Гасола та вибору першого раунду Лейкерс у 2008 та 2010 роках для Пау Гасола та другого раунду у 2010 році. [18 ] 1 липня 2008 року Мемфіс Грізлі вирішив не підписувати Брауна на новий контракт, що робить його необмеженим вільним агентом.

### Detroit Pistons (2008–2010)
28 липня 2008 року ESPN.com повідомив, що поршні підписали Браун до дворічної угоди на суму 8 мільйонів доларів, а другий рік-варіант гравця.

### Charlotte Bobcats (2010–2011)
23 серпня 2010 року Браун підписав однорічну угоду з Bobcats.

### Golden State Warriors (2011–2012)
14 грудня 2011 року Браун підписав однорічний контракт на 7 мільйонів доларів з "Воїнами".

### Philadelphia 76ers (2012–2013)
13 березня 2012 року Браун, разом з Монтою Елліс та Екпе Удо, торгували в Мілуокі Бакс в обмін на Ендрю Богута та Стівена Джексона. Браун ніколи не грав за гроші протягом сезону.
20 липня 2012 року Браун підписав дворічний контракт майже на 6 мільйонів доларів з Philadelphia 76ers. Після того, як у вересні 2013 року підтримує деформацію правого підколінного суглоба, Браун відмовився від 76ers 20 листопада, перш ніж з’явитися в грі для них у сезоні 2013–14.

## Кар'єра після НБА
У 2017 році Браун став п'ятим загальним вибором в інавгураційному проекті Біг3 -3 -ліги баскетболу. У Big3 Браун грав за трьох головних монстрів, які потрапили до фіналу і в кінцевому підсумку програли до трилогії 51–46.
У 2021 році Браун створив численні відео на YouTube, що критикує твердження, що він був "бюстом" як першого раунду, стверджуючи, що основні американські спортивні ЗМІ несправедливо націлили на нього понад двадцять років, а також негативно зображуючи чорношкірих людей. Відео були створені у відповідь на негативні коментарі щодо кар'єри Брауна від колишніх гравців НБА Метта Барнса та Стівена Джексона в травні 2021 р. Епізод їх подкасту All The Smoke. Відповідь Брауна призвела до значного збільшення уваги соціальних медіа, особливо через YouTube та Інстаграм. Тому деякі журналісти зараз переглядають, чи є лейбл "бюст" законним.

## Особисте життя
Двоюрідний брат Брауна Джабарі Сміт також грав у НБА.  Син Сміта, Джабарі Сміт-молодший, також став гравцем НБА.
У 2002 році подруга з рідного міста Брауна, Джозелін Вон, переїхала до свого будинку в Вірджинії. Разом у них було три дочки. У 2019 році Браун подав позов на опіку над дітьми. 

### Статистика кар'єри в НБА

#### Регулярний сезон
| Сезон   | Команда                     | GP  | GS  | MPG  | FG%  | 3P%  | FT%  | RPG | APG | SPG | BPG | PPG  |
| ------- | --------------------------- | --- | --- | ---- | ---- | ---- | ---- | --- | --- | --- | --- | ---- |
| 2001–02 | Вашингтон Візардс           | 57  | 3   | 14.3 | .387 | .000 | .707 | 3.5 | .8  | .3  | .5  | 4.5  |
| 2002–03 | Вашингтон Візардс           | 80  | 20  | 22.2 | .446 | .000 | .668 | 5.3 | .7  | .6  | 1.0 | 7.4  |
| 2003–04 | Вашингтон Візардс           | 74  | 57  | 30.3 | .489 | .500 | .683 | 7.4 | 1.5 | .9  | .7  | 10.9 |
| 2004–05 | Вашингтон Візардс           | 42  | 14  | 21.6 | .460 | .000 | .574 | 4.9 | .9  | .6  | .4  | 7.0  |
| 2005–06 | Лос-Анджелес Лейкерс        | 72  | 49  | 27.5 | .526 | .000 | .545 | 6.6 | 1.0 | .4  | .6  | 7.4  |
| 2006–07 | Лос-Анджелес Лейкерс        | 41  | 28  | 27.6 | .591 | .000 | .440 | 6.0 | 1.8 | 1.0 | 1.2 | 8.4  |
| 2007–08 | Лос-Анджелес Лейкерс        | 23  | 14  | 22.1 | .515 | .000 | .406 | 5.7 | 1.2 | .7  | .8  | 5.7  |
| 2007–08 | Мемфіс Ґріззліс             | 15  | 1   | 13.6 | .487 | .000 | .412 | 3.8 | 1.1 | .4  | .3  | 3.5  |
| 2008–09 | Детройт Пістонс             | 58  | 30  | 17.2 | .533 | .000 | .516 | 5.0 | .6  | .4  | .4  | 4.2  |
| 2009–10 | Детройт Пістонс             | 48  | 1   | 13.8 | .500 | .000 | .337 | 3.7 | .5  | .3  | .3  | 3.3  |
| 2010–11 | Шарлот Бобкетс              | 66  | 50  | 26.0 | .517 | .000 | .589 | 6.8 | .7  | .4  | .6  | 7.9  |
| 2011–12 | Голден-Стейт Ворріорс       | 9   | 3   | 20.8 | .525 | .000 | .441 | 6.3 | .4  | .9  | .0  | 6.3  |
| 2012–13 | Філадельфія Севенті-Сіксерс | 22  | 11  | 12.2 | .459 | .000 | .368 | 3.4 | .4  | .3  | .5  | 1.9  |
| Кар'єра |                             | 607 | 281 | 22.1 | .492 | .111 | .570 | 5.5 | .9  | .5  | .6  | 6.6  |

#### Плей-оф
| Сезон   | Команда              | GP | GS | MPG  | FG%  | 3P%  | FT%  | RPG | APG | SPG | BPG | PPG  |
| ------- | -------------------- | -- | -- | ---- | ---- | ---- | ---- | --- | --- | --- | --- | ---- |
| 2005    | Вашингтон Візардс    | 3  | 0  | 20.0 | .385 | .000 | .556 | 5.0 | 1.0 | .0  | .7  | 5.0  |
| 2006    | Лос-Анджелес Лейкерс | 7  | 7  | 32.1 | .523 | .000 | .710 | 6.6 | 1.0 | .3  | .9  | 12.9 |
| 2007    | Лос-Анджелес Лейкерс | 5  | 5  | 26.6 | .528 | .000 | .556 | 5.6 | .2  | .2  | .8  | 8.6  |
| 2009    | Детройт Пістонс      | 3  | 0  | 16.0 | .375 | .000 | .750 | 5.0 | .0  | .0  | 1.0 | 3.0  |
| Кар'єра |                      | 18 | 12 | 25.9 | .500 | .000 | .660 | 5.8 | .6  | .2  | .8  | 8.7  |